# Gouvernement de la Moldavie
Le gouvernement de la Moldavie (roumain : Guvernul Republicii Moldova) est le gouvernement de la république de Moldavie. Il est installé à la maison du gouvernement sur la place de la Grande Assemblée nationale à Chișinău, la capitale de la Moldavie. Actuellement, la présidente de la Moldavie est Maia Sandu, tandis que le premier ministre de la Moldavie est Dorin Recean. L'actuel cabinet au pouvoir en Moldavie est le cabinet de Dorin Recean, en fonction depuis le 16 février 2023.

## Gouvernement actuel
- Les nouveaux ministres sont indiqués en gras, ceux ayant changé d'attributions en italique. La composition du gouvernement est la suivante[3] :

| Portefeuille                                                                          | Nom | Nom                                                   | Parti |
| ------------------------------------------------------------------------------------- | --- | ----------------------------------------------------- | ----- |
| Premier ministre                                                                      |     | Dorin Recean                                          | Ind.  |
| Vice-Premier ministre Ministre du développement économique et de la numérisation      |     | Dumitru Alaiba                                        | PAS   |
| Vice-Premier ministre Ministre des Affaires étrangères                                |     | Nicu Popescu (jusqu'au 29/01/2024)                    | Ind.  |
| Vice-Premier ministre Ministre des Affaires étrangères et de l'Intégration européenne |     | Mihai Popsoi (à partir du 29/01/2024)                 | PAS   |
| Vice-Premier ministre Ministre de l'Agriculture et de l'Industrie alimentaire         |     | Vladimir Bolea                                        | PAS   |
| Vice-Premier ministre Chargé de la Réintégration                                      |     | Oleg Serebrian                                        | Ind.  |
| Vice-Premier ministre Chargée de l'Intégration européenne                             |     | Cristina Gherasimov (à partir du 05/02/2024)          | Ind.  |
| Ministre de la Justice                                                                |     | Veronica Mihailov-Moraru                              | Ind.  |
| Ministre de la Santé                                                                  |     | Ala Nemerenco                                         | Ind.  |
| Ministre de la Défense                                                                |     | Anatolie Nosatîi                                      | Ind.  |
| Ministre des Affaires intérieures                                                     |     | Ana Revenco (jusqu'au 17/07/2023) Adrian Efros        | Ind.  |
| Ministre de l'Éducation et de la Recherche                                            |     | Anatolie Topală                                       | Ind.  |
| Ministre des Finances                                                                 |     | Veronica Sirețeanu (jusqu'au 29/09/2023) Petru Rotaru | Ind.  |
| Ministre de l'Environnement                                                           |     | Iordanca-Rodica Iordanov                              | Ind.  |
| Ministre de la Culture                                                                |     | Sergiu Prodan                                         | Ind.  |
| Ministre du Travail et de la Protection sociale                                       |     | Alexeï Buzu                                           | Ind.  |
| Ministre de l'Énergie                                                                 |     | Victor Parlikov                                       | Ind.  |
| Ministre des Infrastructures et du Développement régional                             |     | Lilia Dabija                                          | Ind.  |